# Liten klotmossa
Liten klotmossa (Mannia pilosa) är en levermossart som först beskrevs av Jens Wilken Hornemann, och fick sitt nu gällande namn av Theodore Christian Frye och John Joseph Clark. Liten klotmossa ingår i släktet klotmossor, och familjen Aytoniaceae. Enligt den finländska rödlistan är arten sårbar i Finland. Arten är reproducerande i Sverige. Artens livsmiljö är solbelysta kalkklippor och kalkbrott.